# NGC 75
NGC 75 je čočková galaxie v souhvězdí Ryb. Objevil ji Lewis Swift v roce 1886 refraktorem o průměru 16 palců (40,6 cm).